# Аррипы
Арри́пы (лат. Arripis) — род лучепёрых рыб, единственный современный род в семействе Арриповых (Arripidae) отряда окунеобразных (Perciformes).

## Описание
Тело вытянутое, покрыто ктеноидной чешуёй. Голова также покрыта чешуёй, за исключением нижней челюсти, рыла и области над глазами. На обеих челюстях есть мелкие зубы, расположенные в несколько рядов. Жаберные перепонки свободны от межжаберного промежутка. Спинной плавник один, в нём 9 колючих и 13—19 мягких лучей; колючая и мягкая части разделены небольшой выемкой. В анальном плавнике 3 колючих и 9—10 мягких лучей. Основание анального плавника заметно короче основания мягкой части спинного плавника. Грудные плавники маленькие. Хвостовой плавник глубоко вырезан.
Максимальная длина тела представителей разных видов варьируется от 41 до 96 см.

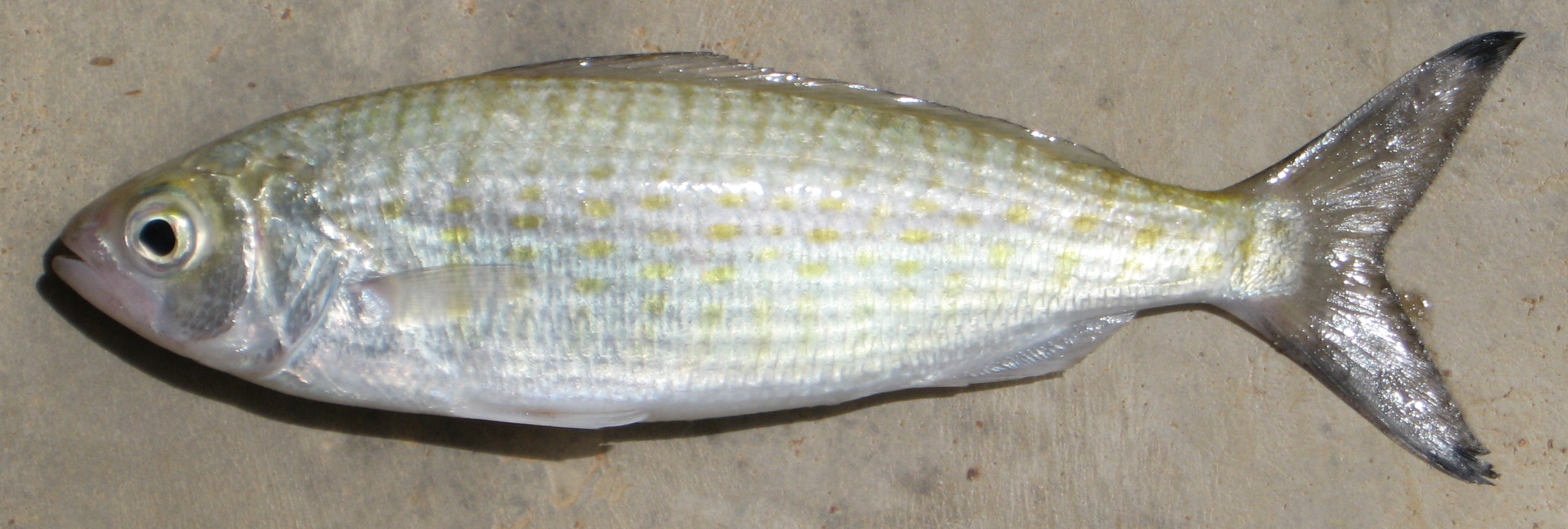
Arripis georgianus

## Классификация
В составе рода выделяют 4 вида:
- Arripis georgianus (Valenciennes, 1831) — Малый аррип, или австралийский ёрш, или большеглазый австралийский лосось[1]
- Arripis trutta (Forster, 1801) — Большой аррип, или австралийский лосось[1]
- Arripis truttacea (Cuvier, 1829)
- Arripis xylabion Paulin, 1993

## Биология
Обитают в прибрежных водах у скалистых рифов и в зарослях морских трав (преимущественно рода посидония) на глубине до 80 м. Образуют большие скопления. Заходят в эстуарии, заливы и лагуны; редко в устья рек. Питаются мелкими рыбами, ракообразными и изредка моллюсками. Нерестятся весной и летом. Нерест порционный.

## Ареал
Распространены в умеренных водах юго-восточной части Индийского океана у берегов западной и южной Австралии; в юго-западной части Тихого океана у побережья восточной Австралии, Тасмании, Новой Зеландии и островов Лорд-Хау, Норфолк, Кермадек.

## Взаимодействие с человеком
Ценные промысловые рыбы, популярные объекты спортивной рыбалки.